# Gayella patagonica
Gayella patagonica är en stekelart som beskrevs av Willink 1956. Gayella patagonica ingår i släktet Gayella och familjen Masaridae. Inga underarter finns listade i Catalogue of Life.